# SMBIOS
SMBIOS nebo také System management BIOS je způsob přístupu k datům BIOSu z operačního systému nebo i jeho zavaděče. Od roku 1999 je definovaný stejnojmennou specifikací udržovanou skupinou Distributed Management Task Force, jejíž poslední revize k lednu 2017 měla číslo 3.1.1.

## Programová podpora
Linux obsahuje služby pro přístup k datům BIOSu přes SMBIOS. V uživatelském prostoru je lze číst přes příkazový řádek příkazem dmidecode, případně přes virtuální souborový systém sysfs.
V operačním systému Microsoft Windows je SMBIOS standardně využíván přes Windows Management Instrumentation.
Pro UEFI existuje shellová aplikace SmbiosView, která umí získat z BIOSu data přes SMBIOS.